# Брандбах
Брандбах (нем. Brandbach, в верховьях Боллдаммбах нем. Bolldammbach) — река в Германии, протекает по земле Северный Рейн-Вестфалия. Приток Эльзе. Площадь бассейна реки составляет 36,95 км². Длина реки — 12,9 км.
Начинается к северо-востоку от города Пёдингхаузен на высоте около 123 метров над уровнем моря, течёт в северо-восточном направлении через города Энгер, Хидденхаузен, Бюнде. Впадает в Эльзе справа напротив Кирхленгерна на расстоянии 3,8 км от её устья.
Основные притоке — Эйлсхаузенбах (пр, впадает в 2,3 км от устья), Мюленбах (пр, в 9,7 км от устья), Брюхграбен (лв, в 10,2 км от устья), Барингер-Бах (лв, в 11,6 км от устья).